# Victoria (Cile)
Victoria è un comune del Cile della provincia di Malleco nella Regione dell'Araucanía. Al censimento del 2002 possedeva una popolazione di 33.501 abitanti.

## Società

### Evoluzione demografica
| Censimento del 1992 | Censimento del 2002 |
| 32.979 ab.          | 33.501 ab.          |